# Christian Geselle
Christian Geselle (Kassel, 7 marzo 1976) è un politico tedesco, sindaco di Kassel dal 22 luglio 2017.
| Controllo di autorità | VIAF (EN) 4623150172716800180005 · GND (DE) 1137235829 |